# Aloplemmeles simplex
Aloplemmeles simplex är en insektsart som beskrevs av Evans 1966. Aloplemmeles simplex ingår i släktet Aloplemmeles och familjen dvärgstritar. Inga underarter finns listade i Catalogue of Life.